# Næsby (Holbæk)
Næsby is een plaats in de Deense regio Seeland, gemeente Holbæk, en telt minder dan 200 inwoners (2008).
De plaats ligt op het eilandje Orø in het Isefjord.